# William Kidd
William Kidd (1645. – 23. svibnja 1701.) je bio škotski pomorac koji je obješen zbog piratstva nakon povratka kući s Indijskog oceana. Neki suvremeni povjesničari smatraju da je njegova piratska zloglasnost nezaslužena, jer je djelovao kao legalni gusar. Njegovoj slavi je mnogo doprinijelo to što je tijekom suđenja ispitivan pred Engleskim parlamentom. Njegovo djelovanje na otvorenom moru, bilo piratsko ili ne, je bilo mnogo manje štetno od drugih pirata i gusara njegovog vremena.